# 十勝綜合振興局
十勝綜合振興局（日语：／ Tokachi sōgō shinkōkyoku */?），為日本北海道道東地方的振興局，設於帶廣市。

## 历史
- 1897年11月：設置河西支廳，下轄原十勝國廣尾郡、當緣郡、十勝郡、中川郡、河西郡、河東郡、上川郡。[1]
- 1932年8月：河西支廳改稱為十勝支廳。
- 1948年10月20日：原屬釧路國支廳（現釧路綜合振興局）的足寄郡足寄村（現在的足寄町）和陸別村（現在的陸別町）改隸屬十勝支廳管轄。
- 2010年4月1日：北海道廢除支廳，改設為十勝綜合振興局。
- 2013年5月21日：為宣傳當地盛產之豬肉丼，開始使用為「十勝豚丼振興局」（とかち豚丼振興局）之的宣傳用名稱。[2]

## 管轄範圍

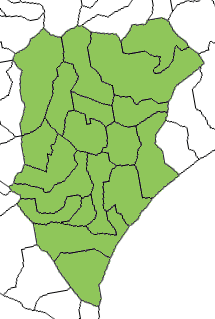
十勝綜合振興局轄區

- 市部：帶廣市
- 河東郡：音更町、士幌町、上士幌町、鹿追町
- 上川郡：新得町、清水町
- 河西郡：芽室町、中札內村、更別村
- 廣尾郡：大樹町、廣尾町
- 中川郡：幕別町、池田町、豐頃町、本別町
- 足寄郡：足寄町、陸別町
- 十勝郡：浦幌町